# Tomosvaryella africana
Tomosvaryella africana är en tvåvingeart som beskrevs av Hardy 1949. Tomosvaryella africana ingår i släktet Tomosvaryella och familjen ögonflugor. Inga underarter finns listade i Catalogue of Life.